# City Event

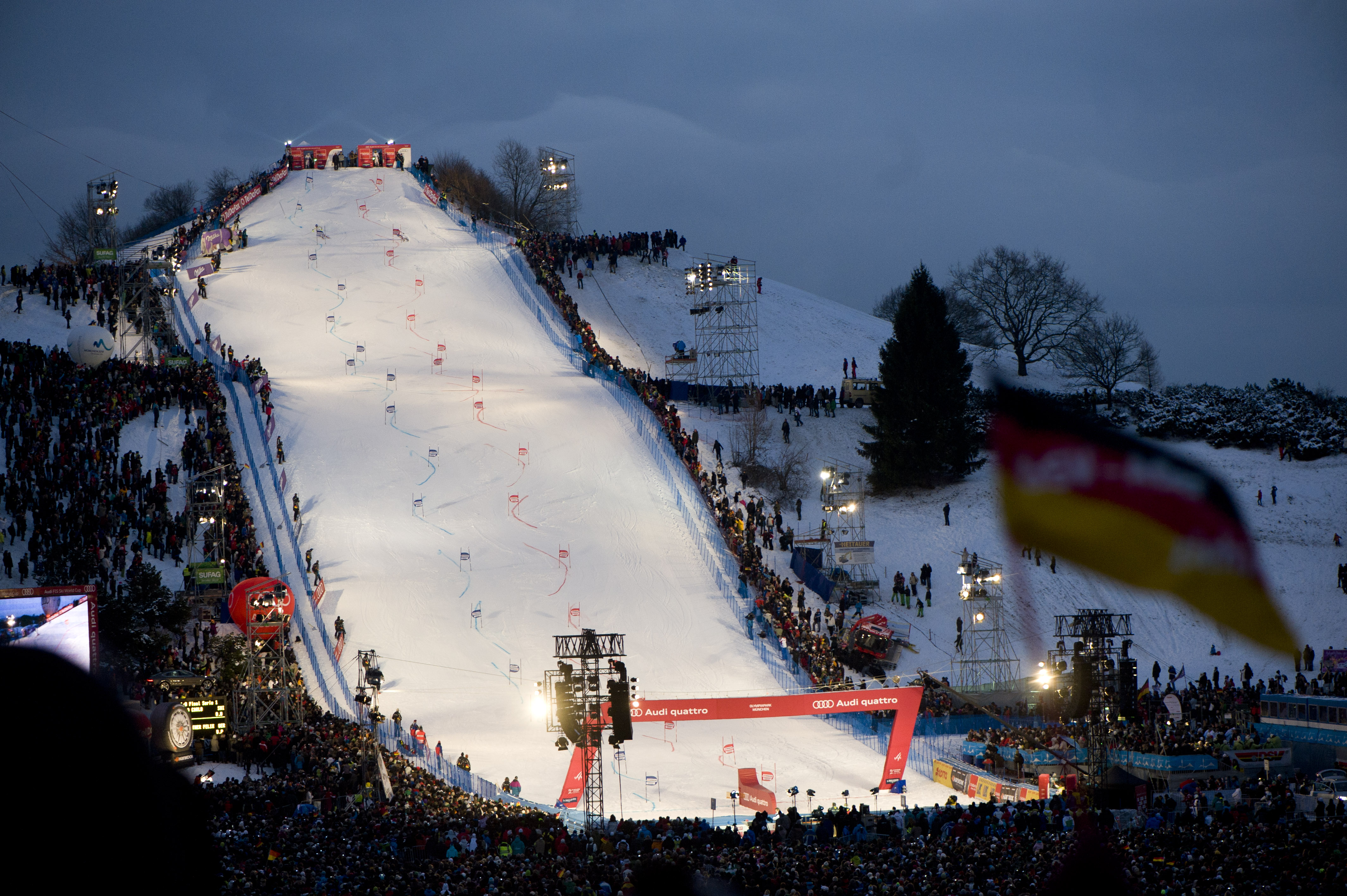
City Event in München 2011

Das City Event ist eine Disziplin im alpinen Skisport. Die Rennen werden nicht in den Bergen, sondern in der Stadt und nicht „gegen die Uhr“, sondern „Mann gegen Mann“ oder „Frau gegen Frau“ ausgetragen.

## Geschichte
Ab Mitte der 1970er Jahre gab es im Alpinen Skiweltcup wenige Parallelrennen in unregelmäßigen Abständen, zum vorerst letzten Mal in der Saison 1997/98. Im Winter 2008/09 fand in Moskau ein vom Internationalen Skiverband (FIS) organisiertes, nicht zum Weltcup zählendes Promotionsevent als Parallelrennen statt, um in Russland im Hinblick auf die Olympischen Winterspiele 2014 in Sotschi mehr Interesse für den Alpinen Skiweltcup und den Skisport allgemein zu wecken. Ursprünglich für den 22. November 2008 vorgesehen, wurde die Veranstaltung aus organisatorischen Gründen auf den 2. Januar 2009 verlegt. Dieses unter dem Namen FIS Alpine Ski Champions Cup ausgetragene Einladungsrennen fand auf einer eigens errichteten, 56 Meter hohen Rampe auf dem Platz vor der Lomonossow-Universität statt. Im Jahr zuvor waren dort bereits ähnliche Wettkämpfe im Snowboard und Freestyle-Skiing ausgetragen worden. Am Start waren 16 Herren, darunter zahlreiche Weltklasse-Läufer. Eine Neuauflage, der 2nd FIS Alpine Ski Champions Cup, fand am 21. November 2009 ebenfalls in Moskau unweit des letztjährigen Veranstaltungsortes auf einer etwas größeren, 66 Meter hohen Rampe statt. Vor über 25.000 Zuschauern waren auf der 210 Meter langen Strecke neben 16 Herren diesmal auch acht Damen am Start, darunter wieder zahlreiche Weltcupstars.
Am 2. Januar 2011 wurde im wintersporterprobten Münchner Olympiapark ein solches Parallelrennen als City Event erstmals im Rahmen des Alpinen Skiweltcups durchgeführt. Auf der 200 Meter langen Strecke am Olympiaberg traten vor 25.000 Zuschauern je 16 Damen und Herren gegeneinander an, es siegten Maria Pietilä Holmner und Ivica Kostelić. In der Saison 2011/12 waren erstmals zwei City Events im Rahmen des Weltcups geplant. Neben München kam Moskau als zweiter Veranstaltungsort hinzu, wo nach den zwei Promotionsevents der Saisons 2008/09 und 2009/10 am 21. Februar 2012 erstmals ein zum Weltcup zählender City Event stattfand. Das für 1. Januar in München vorgesehene Rennen musste jedoch witterungsbedingt abgesagt werden. Bis zur Saison 2011/12 zählten Weltcuppunkte aus dem City Event nur zum Gesamtweltcup, seit 2012/13 auch zum Slalomweltcup. In der Saison 2013/14 finden keine City Events statt: Nachdem bereits vor Beginn der Saison der Veranstalter in Moskau seinen Verzicht bekannt gegeben hatte, musste das am Neujahrstag 2014 geplante Rennen in München wegen zu milden Wetters ebenfalls abgesagt werden.
Neben dem Weltcup wurde in der Saison 2011/12 auch erstmals ein City Event im Europacup durchgeführt.

## Regeln
Beim City Event handelt es sich um einen Parallelwettbewerb, bei dem Riesenslalomtore verwendet werden und bei dem 16 Frauen und 16 Männer teilnehmen dürfen. Im Weltcup sind dies jeweils die vier Besten der Gesamt-Weltcupstartliste und die zwölf Besten der Slalom-Weltcupstartliste. Letztere ist auch für das Nachrücken bei Nichtantritten ausschlaggebend. Die Einteilung der Duelle erfolgt ebenfalls gemäß der Slalom-Weltcupstartliste. Dabei fährt jeweils die Nummer 1 gegen die Nummer 16, die Nummer 2 gegen die Nummer 15 und so weiter.
Beim City Event wird das K.-o.-System angewandt, wobei der Turnierbaum so gestaltet ist, dass die Nummer 1 und die Nummer 2 erst im Finale aufeinandertreffen können. Vor dem „großen Finale“ um Platz 1 und Platz 2 findet ein „kleines Finale“ um Platz 3 und Platz 4 statt. Alle Runden werden in zwei Läufen ausgetragen. Im ersten Lauf wird gleichzeitig gestartet. Zwischen den beiden Läufen werden die Seiten gewechselt. Im zweiten Lauf wird zeitversetzt gestartet. Der maximale Rückstand aus dem ersten Lauf für den zweiten Lauf beträgt 0,5 Sekunden.
Beim City Event handelt es sich um einen Slalom, bei dem es gegebenenfalls Punkte für den Weltcup, aber keine Punkte für die Weltcupstartliste gibt. Platz 5 bis Platz 8 ergeben sich aus den Gesamtzeiten der Viertelfinals. Platz 9 bis Platz 16 ergeben sich aus den Gesamtzeiten der Achtelfinals.
Die Anforderungen an die Strecke sind eine Länge von mindestens 20 Toren, eine Breite von mindestens 10 Metern zwischen den beiden Seiten und eine Laufzeit von mindestens 20 Sekunden. Die Spezifikation der Ausrüstung entspricht der des Slaloms.
Alles Weitere regeln die „City Event Rules“ der Fédération Internationale de Ski.

## Reformvorschläge
Innerhalb der FIS gibt es Bestrebungen, die Regeln des Parallel-Riesenslaloms, des Parallel-Slaloms und möglicherweise des City Events zu harmonisieren, um das Parallelrennen als feste sechste Disziplin neben Abfahrt, Super-G, Riesenslalom, Slalom und Alpiner Kombination in die Wettbewerbe zu integrieren. Im Herbst 2018 wurde eine entsprechende Arbeitsgruppe eingesetzt, die Premiere im Weltcup ist für 2019/20, die Premiere bei den Weltmeisterschaften erfolgte 2021.

## Siegerliste

### Promotionsevents
|            |        | Herren           | Herren               | Damen            | Damen            |
| Datum      | Ort    | Sieger           | Finalgegner          | Siegerin         | Finalgegnerin    |
| ---------- | ------ | ---------------- | -------------------- | ---------------- | ---------------- |
| 02.01.2009 | Moskau | Felix Neureuther | Jean-Baptiste Grange | kein Damenrennen | kein Damenrennen |
| 21.11.2009 | Moskau | Marcel Hirscher  | Steve Missillier     | Therese Borssén  | Maria Riesch     |

### Weltcup
|            |           | Herren            | Herren            | Damen                   | Damen                   |
| Datum      | Ort       | Sieger            | Finalgegner       | Siegerin                | Finalgegnerin           |
| ---------- | --------- | ----------------- | ----------------- | ----------------------- | ----------------------- |
| 02.01.2011 | München   | Ivica Kostelić    | Julien Lizeroux   | Maria Pietilä Holmner   | Tina Maze               |
| 21.02.2012 | Moskau    | Alexis Pinturault | Felix Neureuther  | Julia Mancuso           | Michaela Kirchgasser    |
| 01.01.2013 | München   | Felix Neureuther  | Marcel Hirscher   | Veronika Velez-Zuzulová | Tina Maze               |
| 29.01.2013 | Moskau    | Marcel Hirscher   | André Myhrer      | Lena Dürr               | Veronika Velez-Zuzulová |
| 23.02.2016 | Stockholm | Marcel Hirscher   | André Myhrer      | Wendy Holdener          | Frida Hansdotter        |
| 31.01.2017 | Stockholm | Linus Straßer     | Alexis Pinturault | Mikaela Shiffrin        | Veronika Velez-Zuzulová |
| 01.01.2018 | Oslo      | André Myhrer      | Michael Matt      | Mikaela Shiffrin        | Wendy Holdener          |
| 30.01.2018 | Stockholm | Ramon Zenhäusern  | André Myhrer      | Nina Haver-Løseth       | Wendy Holdener          |
| 01.01.2019 | Oslo      | Marco Schwarz     | Dave Ryding       | Petra Vlhová            | Mikaela Shiffrin        |
| 19.02.2019 | Stockholm | Ramon Zenhäusern  | André Myhrer      | Mikaela Shiffrin        | Christina Geiger        |